# Korea Post
Korea Post («Почта Кореи»; кор. 우정사업본부) — национальная почтовая служба Республики Корея, находящееся в прямом подчинении Министерству науки, ИКТ и планирования будущего.

## Описание
Korea Post отвечает за почтовые и почтово-сберегательные услуги, а также услуги страхования. Её штаб-квартира — почтамт Кванхвамун, который находится недалеко от здания бывшего Министерства информации и связи на улице Сэджон-но.
У «Почты Кореи» имеются 3663 отделения почтовой связи по всей стране.